# Сан Мартино дел Лаго
Сан Мартино дел Лаго (итал. San Martino del Lago) је насеље у Италији у округу Кремона, региону Ломбардија.
Према процени из 2011. у насељу је живело 323 становника. Насеље се налази на надморској висини од 28 м.

## Становништво
Према резултатима пописа становништва 2011. у општини је живело 473 становника.
| 1931. | 1936. | 1951. | 1961. | 1971. | 1981. | 1991. | 2001. | 2011. |
| ----- | ----- | ----- | ----- | ----- | ----- | ----- | ----- | ----- |
| 1.171 | 1.177 | 1.131 | 929   | 678   | 576   | 492   | 476   | 473   |